# エトピリカ
エトピリカ（花魁鳥、学名： Lunda chirrhata ）は、チドリ目ウミスズメ科ツノメドリ属に分類される鳥類。学名は Fratercula が北欧語で「エトピリカ」、cirrhata が「房羽のある」を意味する。

## 分布
アメリカ合衆国、カナダ、日本、ロシア
オホーツク海・ベーリング海沿岸部、千島列島、アラスカ湾からカリフォルニア沿岸部の島嶼などで繁殖する。

## 形態
全長39センチメートル。翼長19 - 20センチメートル。体重678 - 913グラム。全身が黒い。
後肢は赤い。
夏羽は顔や額が白く、黄白色の飾り羽が伸長する。
エトピリカとはアイヌ語で「くちばし(etu)が美しい(pirka)」という意味で、名のとおり橙色の大きなくちばしをもつ。くちばしは縦に平たく、縦に数本の溝がある。足は橙色で、顔と足以外の全身は黒い羽毛におおわれる。冬羽は顔が灰色で飾り羽がなく、くちばしの根もとも黒っぽいが、夏羽では顔が白くなり、目の後ろに黄色の飾り羽が垂れ下がり、くちばしの根もとが黄褐色の独特の風貌となる。頭部が鮮やかに彩られる様から花魁鳥という別名もある。外見はツノメドリに似るが、腹まで黒いことと夏羽の飾り羽で区別する。

## 生態
一年の大半を陸地のない外洋で過ごし、4月から8月にかけての繁殖期のみ、天敵の寄り付かない険しい断崖で営巣する。飛ぶときは短い翼をはためかせて海面近くを直線的に飛び、捕食の際は足と翼を使って水深10 m あたりまで巧みに潜水する。
イカナゴなどの魚類、頭足類、甲殻類などを食べる。雛鳥に対してはイカナゴやニシンなどの小魚のほか、イカを与える。
海岸や離島の断崖に巣穴を掘り、繁殖する。くちばしと足で地面に巣穴を掘るが、岩の隙間を利用することもある。巣には草や羽毛を敷く。5 - 6月に、1個の白い卵を産む。雌雄ともに抱卵し、抱卵期間は42 - 46日間。雛は孵化してから、44 - 47日で巣立つ。雛が孵化すると餌を運ぶ。
3年で成鳥となる。くちばしの付け根の黄褐色の部分は求愛のための装飾と考えられており、繁殖期に大きくなり、それが過ぎると剥がれ落ちる。

## 人間との関係
分布が非常に広く生息数も多いと考えられていることから、2018年の時点では種としての絶滅のおそれは低いと考えられている。一方で漁業による混獲、原油の流出、人為的に移入されたネズミ類やキツネ類（コマンドルスキー諸島ではアカギツネおよびホッキョクギツネ）による捕食、気候変動や温暖化による海水温の上昇などにより生息数は減少している。1980年代にはイカ類の流し網漁だけでも、年あたり123,000羽が混獲されたと推定されている。研究やレクリエーションなどによる、繁殖地での人間からの攪乱による影響も懸念されている。
日本
流網や底刺網などによる混獲（特に冬季の沖合流網）などにより、生息数が減少している。胃の内容物調査から鳥類の肉や羽毛が確認されていたことから、モユルリ島とユルリ島ではドブネズミによる捕食が懸念されていた。繁殖数が少なくなったことで、カモメ類やカラス類による影響も懸念されている。1970年代には、大黒島・霧多布小島・友知島・モユルリ島・ユルリ島・湯沸岬などで繁殖していた。
1993年に国内希少野生動植物種に指定され、捕獲・採取・譲渡などが原則禁止されている。1972年に大黒島が、1982年にユルリ島とモユルリ島が国の鳥獣保護区に指定されている。浜中町の漁業組合では、協定により本種の越冬期には一部の漁具の使用が禁止されている。霧多布小島では、陸上および海上に環境省・浜中町教育委員会・NPO法人によりデコイが設置されている。2013年にユルリ島とモユルリ島で空中から殺鼠剤の散布による駆除が行われ、2014 - 2016年に行われたトラップによる調査ではネズミ類の痕跡は確認されなかった。一方でユルリ島とモユルリ島では2014 - 2016年にかけてクイナやケイマフリの確認数は増加傾向にあったが、本種の繁殖推定数は減少し回復傾向はみられなかった。
1960年代にモユルリ島で約250羽が確認されている。ユルリ島とモユルリ島では1970年代に100羽、1980年代に約20羽、1990年代に約10羽が確認されている。霧多布では1985年に岩場（通称ピリカ岩）で4ペアの営巣が確認されていたが、1992年には巣穴に出入りする1羽のみでペアが確認されなくなり、以後の繁殖は確認されていない。1984年に霧多布小島で3ペアの営巣が確認されていたが、1990 - 1995年には1ペアのみが繁殖するのみとなり、1997年には繁殖に失敗したとされる。霧多布小島での繁殖は途絶えた時期もあるが、2008年に1ペアの繁殖が確認された。
絶滅危惧IA類 (CR)（環境省レッドリスト）

## 名称
和名の「エトピリカ」は、アイヌ語からの借用で「美しい鼻」「美しいくちばし」の意味である。口ばかりでなく脚部も赤いため北海道では「オイランチョウ」と呼ばれることもある。英語では"Tufted puffin"。